# Schliterich
Der Schliterich oder schweizerisch Schlytrich ist ein 523 Meter hoher Berg in der Aargauer Gemeinde Thalheim in der Schweiz.
Der Berg befindet sich ausserhalb des Unterdorfs, über der Langmatt. Der Hügel ist bewaldet und grenzt an die Schinznachner Rebberge. Vor allem die Klus sticht aus dem Wald heraus. Markant ist das enge Tobel unterhalb des Kluses, durch das  der Gäcketbach fliesst, der in der Langmatt in den Talbach mündet. Auf der anderen Seite des Tobels befindet sich die Polenstrasse. 
Der Schliterich ist eine Naturschutzzone im Kulturland.